# Площа Шарля де Голля
Площа Шарля де Голля (фр. place Charles-de-Gaulle), також відома за своєю старою назвою площа Зірки (фр. place de l'Étoile) — площа у VIII, XVI та XVII округах Парижа. З 1970 року, після смерті Шарля де Голля перейменована в площу Шарля де Голля, проте назва Площа Зірки досі залишається у вжитку.

## Історія
Поява цієї площі не входила в містобудівні плани. Палац і сад Тюїльрі, як королівська резиденція, повинні були мати відповідне оточення. За наказом Людовика VIII, на заболоченій місцині митної застави Етуаль, висадили три алеї з в'язами. Потім відомий в Парижі ландшафтний архітектор Андре Ленотр проклав до самого пагорба Шайо проспект (зараз Єлисейські поля). Проспект завершувався круглою «площею», від якої розходилися п'ять доріг, завдяки чому вона й отримала назву Зірки. Проте з точки зору архітектури це було скоріше місце розгалуження доріг, ніж площа.
Остаточний вигляд площа набула в 1854 році, коли за розпорядженням Наполеона III до Парижа було приєднано декілька найближчих передмість. До п'яти вулиць, що вже сходилися на площі, за задумом барона Османа, префекта Парижа, було додано ще сім. За його архітектурним планом від площі Зірки розбігаються 12 променів-проспектів. Найпомпезніший з них — проспект Фош — має 120 метрів в ширину. Всі проспекти, що ведуть до Тріумфальної арки, названі на честь маршалів Франції (Карно, Марсо, Ош) або на честь перемог, здобутих французькою армією (авеню Фрідланд, Ваграм, Єна). Найвідоміший з проспектів — Єлисейські Поля, що з'єднує площу Зірки і площу Згоди.

## Короткий опис

Площа Шарля де Голля, Париж

Центром площі є знаменита Тріумфальна арка . Внизу під аркою знаходиться могила Невідомого солдата, а вгорі — оглядовий майданчик. З 1923 року під аркою горить вічний вогонь. Щороку 14 липня із площі Зірки починаться військовий парад, який на площі Згоди приймає президент Франції. Через інтенсивний рух до арки можна потрапити виключно по підземних переходах, тут немає жодного світлофора і дорожніх знаків.
Навколо площі висаджені три ряди дерев, а за ними стоять два однакові особняки побудовані архітекторами Хітторфом і Роо де Флері в 1868 році в стилі ампір з елементами бароко . Вони називаються особняками Маршалів, хоча в жодному з них жоден маршал ніколи не жив і навіть не зупинявся. Всі входи особняків заховані «на задвірки площі», щоб підкреслити урочистість фасадів, що виходять на площу.

## Практична інформація
Метро: лінії 1, 2, 6; RER: лінія А — станція Шарль де Голль — Етуаль.